# Biserica SubGenius

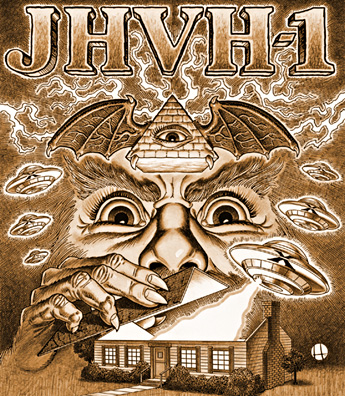
Iehova 1, zeitatea supremă a Bisericii SubGenius.

Biserica Subgenius este o „religie parodie” care satirizează religiile și teoriile conspiraționiste cunoscute. Această religie călăuzește lumea spre o filozofie complexă, care îl are în centrul său pe J. R. "Bob" Dobbs, presupusul agent de vânzări din anul 1950, care este considerat de Biserică un profet. Liderii SubGeniului au îmbogățit poveștile folosind detalii minuțioase despre Dobbs și relațiile sale cu diferiți zei și conspirații. Divinitatea lor atotputernică, Iehova 1, este însoțită de alți zei atrași de mitul antic și de cultul popular. Literatura de specialitate a Subgeniului prezintă o conspirație impresionantă care încearcă să spele creierul oamenilor și să-i oprime pe adepții lui Dobbs. În poveștile sale, Biserica prezintă un amestec de referințe culturale printr-o copiere sofisticată a surselor. Ivan Stang, este cunoscut ca publicist și fondator al „Bisericii Subgeniului” deoarece se consideră că el ar fi pus bazele Bisericii Subgeniului în anii 1970.
El a reprodus activitățile realizate de liderii altor religii, folosindu-se de tactica culturii blocajului, în încercarea sa de a compromite religiile deja cunoscute. Conducătorii bisericii îi instruiesc pe urmașii lor în așa fel încât să evite comerțul în masă și credința în adevăruri absolute. Grupul susține că calitatea „Slack” este de maximă importanță - nu este niciodată definită în mod clar. Deși mesajul Bisericii a fost bineprimit în rândul studențiilor și artiștilor din colegiile Statelor Unite, nu se cunoaște cu exactitate numărul de adepți. Grupul este adesea comparat cu  Discordianismul. Jurnaliștii consideră, adesea, Biserica o glumă bine ticluită iar câțiva academicieni au susținut-o ca pe un sistem onest de valori ținute cu credință.

## Origini
Bazele bisericii au fost puse de Ivan Stang (născut în Douglas St Clair Smith) și de Philo Drummond (născut în Steve Wilcox) cunoscută de altfel și ca Instituția Subgeniului. Dr. X (născut în Monte Dhooge) a luat de asemenea, parte la întemeierea grupului. Prima activitate însemnată a organizației a fost să publice unui document xeroxat, în Dallas, Texas în anul 1979, cunoscut și cu denumirea de Primul Pamflet a Bisericii Subgeniului. Documentul anunța sfârșitul iminent al lumii și posibilele decese ale susținătorilor Bisericii și a criticat concepțiile creștine despre Dumnezeu și percepțiile New Age ale spiritualității.
Liderii bisericii susțin că un bărbat, pe numele său JR „Bob” Dobbs, a fondat grupul în 1953. Biografia despre Dobbs scrisă de membrii Subgeniului, este caracterizată de editori ca fiind una fictivă. Aceștia afirmă că l-au contactat telepatic pe Drummond în 1972, înainte de a-l întâlni în persoană anul următor, și că Drummond l-a convins, la scurt timp, pe Ivan Stang să se alăture grupului. Stang se autocaracterizează ca fiind „scribul sacru” al lui Dobbs și un „maven profesionist al ciudățeniei.

## Doctrina Bisericii

### Zeități
Părerile, importante, ce fac referire la Biserica SubGeniului sfidează simplele povești despre zei și clasificarea lor, povești despre care străinii spun că sunt bizare și întortocheate. . Grupul a dezvoltat o mitologie complexă care implică zei, extratereștri și mutanți, iar de obicei criticii sunt de părere că ei de fapt ar satiriza alte religii. Zeitatea lor primordială, în general, cunoscută ca Iehova 1, ia înfățișarea unui  extraterestru, care ar fi intrat în contact cu Dobbs în anii '50. Diverse surse prezintă că cei doi s-ar fi întâlnit când Dobbs crea o televiziune ori atunci când s-ar fi uitat la televizor până seara târziu. Iehova 1 i-a oferit acestuia pe lângă puterea incredibilă, și cunoștințe supranaturale despre trecut și despre viitor. Apoi, Dobbs i-a pus extraterestrului întrebări complicate, la care a primit răspunsuri misterioase. Câteva dintre discuțiile lor s-au centrat pe o conspirație puternică potrivit căreia Biserica ar conduce lumea. Considerați de Biserică „răul în persoană”, Iehova 1 împreună cu soția sa Eris sunt catalogați ca „zei răzvrătiți”. Liderii SubGeniului atrag atenția asupra faptului că Jehova 1 este „destul de rău”, iar acest lucru este dovedit de pumnul său puternic de terminator. Biserica afirmă că ei fac parte din „Marele Vechi”, că sunt dedicați durerii umane, dar totodată se consideră că Jehova 1 în comparație cu „Marele Vechi” el ar fi „mai bun”. Yog-Sothoth, un personaj din seria Mitologiei Cthulhu, este liderul „Marelui Vechi”. Specialista în religie, Carole Cusack, de la Universitatea din Sydney, scrie în studiul său din 2010, că lucrarea Lovecraft  este un „model pentru abordarea Bisericii SubGeniului ca Scriptură”, prin faptul că unele aspecte ale ficțiunii sale au fost tratate ca reale de către unii păgâni, la fel cum și Biserica în spiritualitatea ei, își însușește aspecte ale culturii populare.

### JR „Bob” Dobbs

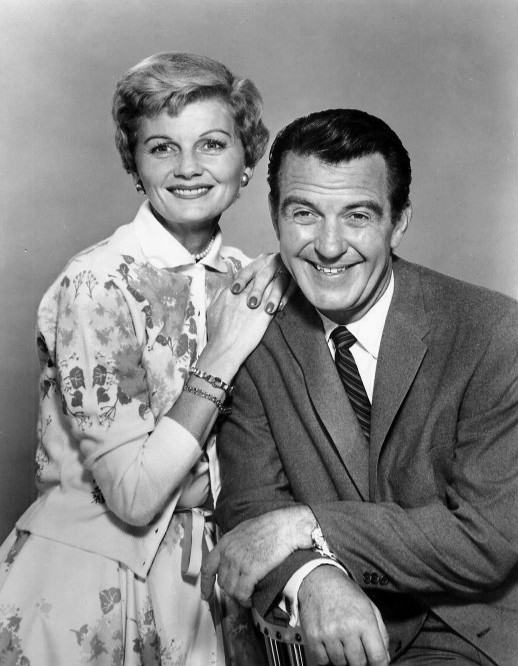
Personajul fictiv Ward Cleaver (dreapta), cu care este comparat, adesea, aspectul lui Dobbs.

Liderii Bisericii SubGeniului susține că natura lui Dobbs este greu de descris și de aceea, numele lui este notat cu ghilimele. L-au arătat ca un "Avatar Mondial" și se consideră că a murit și că a renăscut de mai multe ori. Simbolul principal al Bisericii este o icoană cu imaginea acestuia în timp ce fumează o pipă. Stang afirmă că imaginea a fost preluată din clipurile Paginilor Galbene,][17]  și că este analoagă imaginii lui Ward Cleaver,[9][9][9][9][10] Mark Trail, sau a unui vânzător din epoca anilor 1950. Canonul Bisericii conține informații despre aspecte ale culturii din Statele Unite din deceniul respectiv; credinciosul savant Danielle Kirby de la Universitatea RMIT susține că acest tip de referință „critică și subminează totodată” conceptul de Vis American.
În mitologia Bisericii, Iehova 1 și-a propus ca Dobbs să conducă o conspirație puternică de spălare a creierului indivizilor pentru ai face să lucreze pentru el toată viața. Dobbs a refuzat să sprijine grupul; în schimb, el s-a infiltrat și a organizat o contra-mișcare. Liderii bisericii au afirmat că a fost un copil foarte inteligent și, pe măsură ce a înaintat în vârstă, a studiat tot mai multe tradiții religioase, inclusiv sufismul, rosicrucianismul și calea a patra. Un alt eveniment cheie din viața sa, a avut loc când a călătorit în Tibet; acolo a aflat adevăruri foarte importante despre anumite subiecte, și inclusiv despre Yeti. Biserica arată că Yeti există și că membrii Bisericii SubGeniului sunt urmașii lui. Singura rudă a lui Dobbs pe care Biserica o identifică este mama sa, Jane McBride Dobbs - liderii Bisericii menționează că motivul pentru care nu și-a dezvăluit tatăl ar fi că el nu ar semăna cu soțul mamei sale. Dobbs este căsătorit cu o femeie pe nume Connie; Liderii SubGeniului identifică cuplul ca arhetipuri de gen, într-o credință care seamănă cu doctrinele hinduse Shiva și Parvati. Literatura bisericească oferă diferite denumiri pentru ocupația lui Dobbs cum ar fi: „echipamente de foraj”,  sau „vânzări de fluor”, iar faptele din timpul vieții sale vizează, în general, mai degrabă averea decât inteligența sa. Conducătorii Bisericii cred că există posibilitatea de a călători în timp și că această abilitate are ca rezultat schimbarea ocazională a doctrinei, numită  „Doctrina Sacră a Erasabilității” Bisericii. În consecință, membrii încearcă să-l urmeze pe Dobbs evitând planurile imposibil de schimbat.

### Conspirația și „Slack”
Scrierile despre Biserica SubGeniului încorporează multe aspecte ale teoriilor conspirației, susținând că la baza comploturilor mai mici există unul mai mare. Se spune că există multe OZN-uri, unele dintre ele au extratereștri dar cele mai multe dintre ele sunt folosite de liderii complotului pentru a monitoriza oamenii. Din perspectiva Bisericii, această conspirație folosește o serie de mesaje false care să manipuleze oamenii, astfel încât aceștia să fie îndoctrinați și să devină slujitorii ei. Biserica este conștientă că acești membri nu cunosc puterea și controlul organizației considerându-i „rozalii”. Liderii SubGeniului susțin că majoritatea obiceiurilor culturale și religioase reprezintă propaganda complotului. Ei susțin că adepții lor, dar nu și rozalii, sunt capabili să dezvolte o imaginație; Biserica afirmă că Dobbs și-a împuternicit membrii ca să vadă prin aceste iluzii. Datorită descendenței lor din Yetis, urmașii Bisericii au o capacitate de înțelegere profundă a faptului că cei rozalii lipsesc. Specialistul de studii culturale, Solomon Davidoff, susține că Biserica dezvoltă un „comentariu satiric” despre religie, moralitate și conspirații.
Membrii SubGeniului cred că cei care fac parte din complot încearcă să-i împiedice de la „Delăsare”,calitate promovată de Biserică. Învățăturile sale se bazează pe „mai slăbește-mă” cu excepția afirmației că Dobbs însuși întruchipează calitatea de „Slack” (întotdeauna majusculată),  calitate care nu este niciodată definită într-un mod clar.  Membrii Bisericii încearcă să dobândească „Nepăsarea” și susține că le va oferi oamenilor viața liberă, confortabilă (fără muncă grea sau responsabilitate) pe care ei o pretind ca un drept. Sexul și evitarea muncii sunt percepute ca două moduri cheie prin care se poate câștiga „Delăsarea”. Davidoff consideră că „Indiferența” este „abilitatea de a-ți atinge  obiectivele fără efort."  Cusack afirmă că numirea Bisericii în acest mod inefabil, atitudinea „mai slăbește-mă” amintește de modul în care Tao este descrisă, iar Kirby numește această calitate un „sistem magic unicat”.

## Adepții religiei

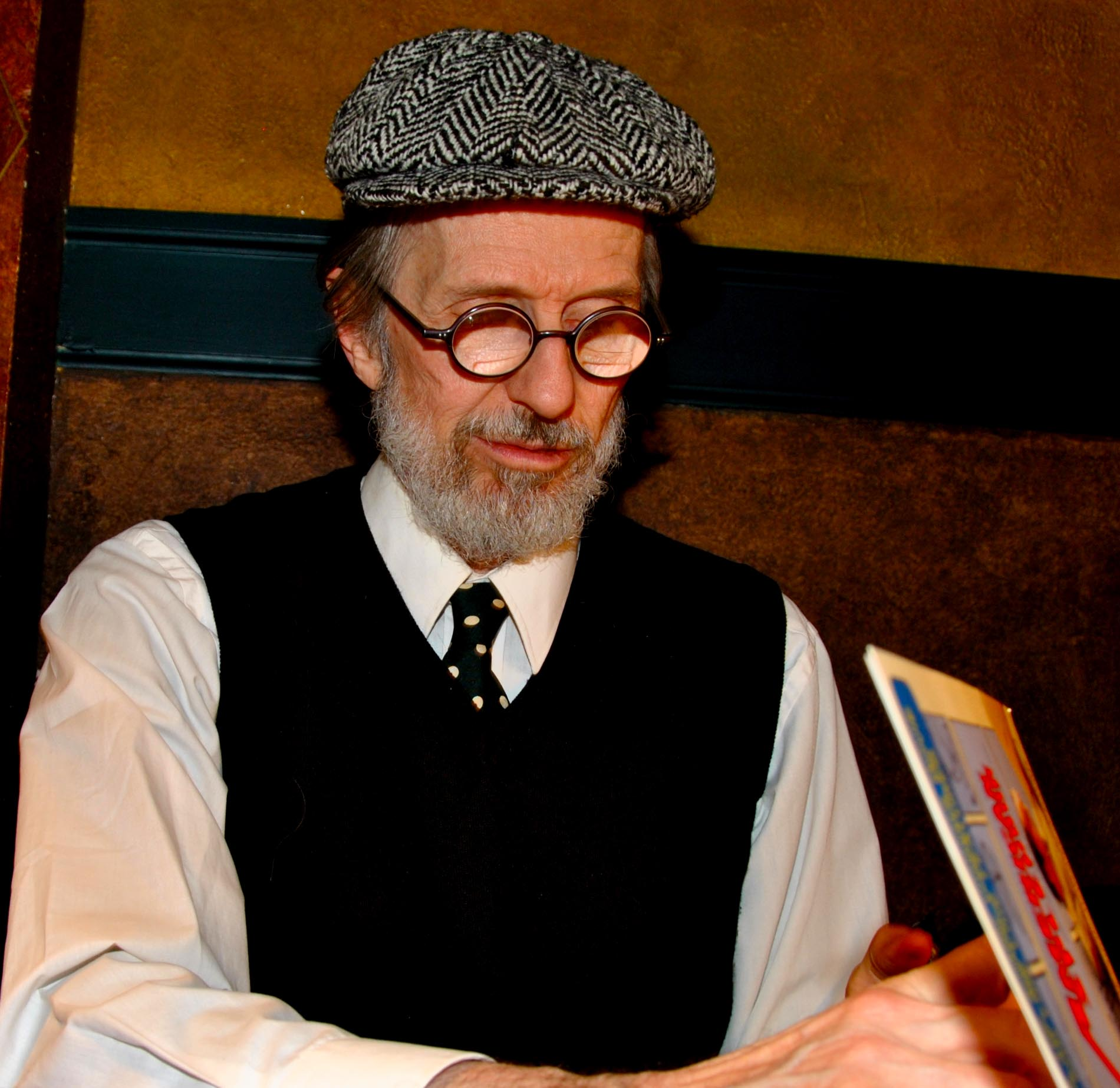
R. Crumb, un caricaturist care a ajutat la publicizarea Bisericii.

Fondatorii Bisericii SubGenius aveau sediul în Dallas când au distribuit primul lor document. În anul 1999 SubGenius și-a mutat sediul în Cleveland, Ohio. În 2009, Stang afirma că Biserica ar fi avut 40.000 membri, dar este posibil ca numărul real să fi fost mult mai mic. Din 2012, a fi preot în Biserică însemna să plătești un comision de 35 de dolari; Stang estima că există circa 10.000 de slujitori și că venitul anual al Bisericii ajungea la 100.000 de dolari. În octombrie 2017, Biserica s-a mutat în Glen Rose, Texas.
Cei mai mulți dintre membrii SubGenius sunt bărbați și după potrivit lui Stang, mulți dintre aceștia ar fi oameni antisociali. El susține că, în cele din urmă, cei care nu se integrează în societate vor avea mai mult succes decât cei care reușesc să se integreze. Biserica s-a bucurat de succes „convertind” studenții, și în special pe cei de la Institutul de Tehnologie din Massachusetts. De asemenea, a devenit populară în mai multe orașe americane, precum San Francisco, Little Rock și Cleveland. Câțiva dintre membri Bisericii și-au exprimat îngrijorarea și sau amuzamentul față de noii membri, temându-se de faptul că aceștia ar putea acționa ca niște adevărați adepți de cult și că ar lua în serios ceea ce Biserica parodiază. Stang și-a manifestat îngrijorarea că doctrinele Bisericii ar putea exacerba psihozele preexistente ale devotaților bolnavi mintali, dar în același timp consideră că, Biserica îi ajută pe unii dintre ei.
Printre asociații de seamă ai Bisericii se numără Mark Mothersbaugh, Mojo Nixon, Paul Mavrides, Paul Reubens, membri din  Negativland, David Byrne și  R. Crumb. Crumb, caricaturistul, care a asigurat mediatizarea bisericii la început, prin intermediul reimprimării Sub Genius Pamphlet # 1 în colecția sa de benzi desenate  Weirdo. Referințele ce fac trimitere la Biserică sunt prezente în mai multe lucrări artistice, și inclusiv în  ficțiunea colaborativă numită Pălăria lui Ong, în revista de benzi desenate,  The Middleman, în albumul trupei Sublime intitulat  40oz spre Libertate și pe programul de televiziune Pee-wee's Playhouse.

### Regulile Bisericii
Liderii bisericii au emis reguli specifice pentru adepții acesteia. Robert Latham, de la Universitatea din California, Riverside, propune o ideologie de tip  „anarholibertarian”.  Există cinci reguli specifice ce fac referire la valorile grupului.
- Prima regulă vizează interzicerea muncii și evitarea unui program obișnuit. Aceasta rezumă opinia Bisericii, potrivit căreia pocăința înseamnă „delăsare"(sic)[35] opinie care se află în opoziție cu ideea de a lucra tot restul vieții.[17] Liderii SubGenius opinează că este mai bine ca membrii să cerșească de la oameni decât să muncească..[35]
- A doua regulă constă în a cumpăra produsele comercializate de Biserică, regulă despre care liderii bisericii spun că fost dată de Dobbs pentru a se îmbogăți.. [37] Spre deosebire de majoritatea grupurilor religioase, Biserica SubGeniului recunoaște cu mândrie că această regulă are ca scop profitul  (probabil că se face aluzie la unele religii care deși nu recunosc, par să aibă interese financiare).[15] Cusack vede regula aceasta de a cumpăra de la biserică ca o parodie ironică a mentalității din anii 1980: „ lăcomia este bună ”,[35] iar Kirby notează că, deși grupul pune accentul pe „consumul de artefacte culturale populare”, acest consum este „simultan marginalizat de procesele de imitație ".[38]
- Cea de-a treia regulă, să vă răzvrătiți împotriva „legii și ordinii”: Biserica, condamnă, în mod special, camerele de securitate și încurajează spargerea bazelor de date. Cusack observă că această regulă amintește de critica lui Robert Anton Wilson cu privire la lege și ordine.
- A patra regulă constă în a scăpa lumea de toți cei care nu sunt urmașii lui Yeti.[35] Liderii SubGenius opinează că Dobbs speră să facă curățenie pe Pământ și să-l scape de 90% de umanitate.[37] Grupul ridică în slăvi abuzul de droguri și avortul, considerându-le metode eficiente de distrugere a indivizilor nedoriți.
- A cincea regulă este reprezentată de exploatarea fricii, în special cea a persoanelor care fac parte dintr-o conspirație. Liderii bisericii susțin că membrii conspirației se tem de cei devotați Bisericii SubGenius.[35]

## Festivități

### Ceremonii

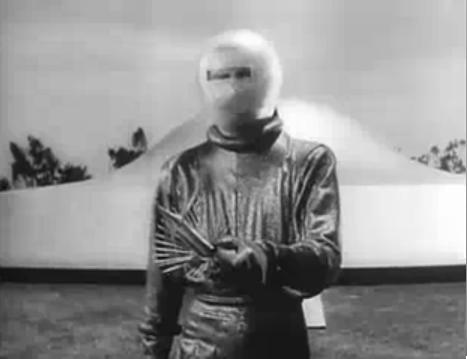
Klaatu, un personaj din filmul science-fiction american din 1951 The Day the Earth Sinted Still, care este sărbătorit de Biserica SubGenius.

Grupurile locale formate din membri ai Bisericii SubGenius sunt cunoscute sub numele de „încleștări”. Ei găzduiesc evenimente repetate cunoscute sub numele de "celebrări", care includ predici, muzică și alte forme artistice. Celebrare este un termen folosit de Biserica Subgeniului, iar ulterior a fost folosit și de Discordianism pentru a descrie o adunare sau un festival al adepților. Numele reprezintă un joc de cuvinte care face referire la Reînvierea Crestină
La ceremonii, liderii își iau nume caraghioase și încep să facă scandal, iar multe dintre aceste ceremonii au loc în baruri sau în alte locuri de acest tip. Cusack compară acest tip de eveniment cu Evanghelizarea Penticostală. David Giffels din Akron Beacon Journal le denumește „ședințe de predică absurde”. Cusack susține că aceste evenimente sunt exemple pentru conceptul lui Peter Lamborn Wilson numit Zonele temporar autonome, în care este vorba despre niște spații în care constrângerile obișnuite ale controlului social sunt suspendate. Într-o zi, soția unui conducător al Bisericii a luat parte la o întâlnire SubGenius care a inclus nuditate publică și un costum de capră iar acest eveniment a avut ca consecință un proces în cadrul căruia și-a pierdut custodia copiilor săi. Cu toate acestea, publicitatea de care a avut parte evenimentul a fost în cele din urmă un element important pentru eforturile de recrutare ale Bisericii.
De asemenea, Biserica oficiază mai multe sărbători în cinstea unor personaje ficționale cât și unor personaje care provin din cultura populară, precum Monty Python, Dracula și Klaatu. Asociația pentru explorarea conștiinței și grupurile păgâne au asistat întâmplător la evenimentele organizate de Biserică. Unii membri ai SubGenius pun prea puțin accent pe întâlniri, atenția Bisericii îndreptându-se asupra individualismului, chiar dacă Cartea SubGenius discută despre comunitate.
Ceremoniile  SubGenius nu sunt programate frecvent, ci sunt înregistrate pe site-ul web SubGenius. Ceremoniile au fost organizate în mai multe state de pe continentul Statelor Unite, dar și în diverse țări precum China, Olanda și Germania. Biserica a găzduit, totodată, festivități care nu aveau de-aface cu Subgenius, cum ar fi Burning Man și Starwood Festival.

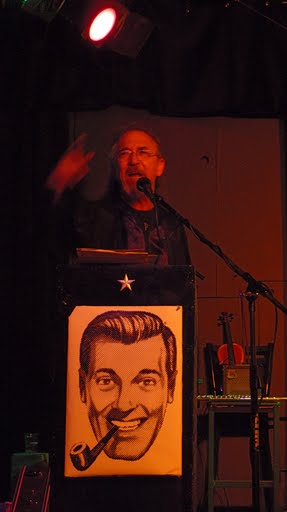
Rev. Ivan Stang din Biserica SubGenius de la Cyclone of Slack

Cyclone of Slack a existat o ceremonie în Portland, Oregon, în octombrie 2009, ce a avut loc datorită eforturilor comune atât ale Bisericii Subgenius cât și cele ale  organizatorilor Esozone.
Unul dintre momentele cele mai bizare ale serii a fost atunci când deodată, între secundele 2 și 3, mulțimea alimentată cu predici, alcool, foc și pucioasă, s-a așezat confuză în fața scenei iar Ducele de Uke a început să cânte la ukulele.
Ceremonia „Go Fuck Yourself” inițiată de Biserica Subgeniului la Wonderland Collective a avut loc în Astoria, New York, în octombrie 2010, inițiată de Biserica Subgeniului la Wonderland Collective.

### X-Day
Ziua de 5 iulie 1998 a fost introdusă în literatura de început a Bisericii Subgenius ca dată semnificativă, care a devenit ulterior cunoscută ca „X-Day”.
Biserica susține că  Dobbs a hotărât ca această zi să fie una semnificativă în anii 1950, susținând că lumea urma să experimenteze o schimbare substanțială la acea dată când Xists, ființe de pe Planeta X, ajungeau pe Pământ. Liderii SubGenius au declarat că membrii lor care plăteau ar urma să fie transportați la navele spațiale o dată cu venirea sfârșitului lumii pentru a fi uniți cu zeițe,  deși câțiva oameni erau de părere că ei vor fi trimiși, de fapt, într-un iad vesel. În așteptarea evenimentului, „aranjamentele” pentru X-Day au avut loc din perioada 1996 -1997.
În iulie 1998, Biserica a organizat o ceremonie în Sherman, New York, cu aproape 400 de invitați, în cadrul căreia „îmbrăcămintea era opțională”. Evenimentul a fost chipurile destinat celebrării venirii extratereștrilor. Stang a speculat că extratereștrii ar putea ajunge în 8661, ca o inversiune a anului 1998, atunci când apariția lor nu a putut fi detectată din cauza tehnologiei de care se dispunea la acel moment; aceasta a fost interpretată ca o satiră a modului în care grupurile religioase și-au revizuit profețiile după ce acestea s-au dovedit a fi greșite. Unii critici au respins evenimentul considerându-l o farsă sau o formă de „reprezentație teatrală”. O altă teorie este aceea că The Conspiracy ar fi mințit în legătură cu anul respectiv (la fel cum au mințit de fiecare dată), pentru că în caz contrar data menționată ar fi trecută cu vederea, fără a fie sărbătorită și i-ar determina pe urmași să-și piardă credința. Ca măsură de precauție, membrii SubGenius după anul 1998 au continuat să se adune pentru a sărbători X-Day în fiecare zi de 5 iulie. La acest tip de evenimente, se sărbătorește nedetectarea extratereștrilor. Cusack le numește evenimente carnavalești sau ca fiind un ecou al pieselor de satiră din Grecia antică.

## Activitate editorială

### Online
Membrii Bisericii erau foarte activi pe Usenet în anul 1990, iar 1993 Biserica SubGenius și-a creat un site web.

### Print
Deși s-a ales cu o prezență online semnificativă, SubGenius avusese deja succes înainte de a apărea internetul. Biserica a fost o începătoare în folosirea revistelor în context religios. Cusack observă că internetul poate fi văzut ca un refuz al detașării față de practicarea muncii.
Fundația SubGenius a publicat mai multe învățături importante ce aparțin lui Stang, printre care și lucrări care nu susțin o anumită doctrină. Cartea SubGenius, în care se vorbește despre „Slack” pe tot parcursul acesteia, a fost publicată de Simon & Schuster și a fost vândută în 30.000   de exemplare în primii cinci ani de când a fost tipărită. Kirby consideră cartea un „apel la arme pentru forțele absurdului”. Juxtapunerea, stilul vizual și conținutul cărții reflectă grupul ca întreg. Își procură teme din ficțiune, precum și din religiile consacrate și noi, imitând o serie de subiecte, printre care se include și însăși Biserica SubGeniului.
O serie de scriitori SubGenius au redactat poveștile pentru a-și alcătui propria lor mitologie, povești care ulterior, au fost îmbinate și publicate. Textele lor de bază sunt așezate haotic, prezentate sub forma unui colaj. Kirby observă că textele grupului sunt un bricolaj al artefactelor culturale, care sunt apoi modificate și prezentate într-o formă nouă. În acest proces, argumentează Kirby, ele îmbină și alătură mai multe concepte, pe care ea le descrie ca fiind o „rețea de referințe”.

### Video
Grupul a fost promovat și cu ajutorul unui videoclip creat de Stang în anul 1992.

### Radio
Biserica SubGenius deține mai multe emisiuni radio în întreaga lume, cum ar fi în Atlanta, Ohio, Maryland și în California. Cea mai populară emisiune de radio a Bisericii, Hour of Slack, este difuzată pe mai multe canale de radio din Statele Unite și pe două canale din Canada.

### Podcast
Hour of Slack poate fi ascultată și sub formă de emisiune.

## Tehnici de analiză și de comentariu

### Comparatism și istoria religiilor
Învățăturile Bisericii sunt adesea percepute ca o satiră adusă la adresa creștinismului și a științei, dobândindu-și astfel numele de religie parodică. Liderii bisericii au declarat că Dobbs l-a întâlnit pe L. Ron Hubbard, iar poveștile Bisericii SubGenius sunt un ecou al temelor extraterestre găsite în scientologie. Cusack observă că descrierile lui Iehova 1 se aseamănă, vizibil, cu cele ale lui Xenu, un redutabil extraterestru, găsit în unele scrieri ale scientologului. Retorica Bisericii a fost, de asemenea, văzută ca o parodiere satirică a televangelismului anilor '80. Cusack consideră comercialismul fals al Bisericii o cultură ce afectează teologia prosperității; aceasta prezintă „o noutate extrem de originală în religia contemporană”. Specialistul în religie Thomas Alberts, de la Universitatea din Londra, consideră că Biserica încearcă  „să submineze ideea de autenticitate în religie” prin oglindirea altor religii pentru a crea atât senzația de asemănare, cât și de alteritate.
Cusack compară Biserica SubGenius cu Ranters, care este o mișcare panteistă drastică din Anglia secolului al XVII-lea. Cusack semnalează că membrii Bisericii au făcut declarații care au șocat pe mulți dintre ascultători, ei au atacat noțiunile tradiționale ale religiei ortodoxe și ale autorității politice. În opinia sa, acest lucru demonstrează că Biserica SubGeniului are „origini fundamentate în istoria religiei occidentale”. Jurnalistul american Michael Muhammad Knight asociază Biserica SubGenius cu Biserica Ortodoxă a Maurilor din America, mișcarea religioasă americană sincretică din secolul XX, care solicită să se pună accentul pe libertate.
Există o serie de asemănări între Biserica Subgenius și discordianism. Eris, zeița haosului care este venerată de adepții acesteia din urmă, este considerată de membrii Bisericii SubGenius soția lui Iehova1 și o complice a oamenilor. Ca și Discordianismul, Biserica SubGeniului respinge adevărul absolut și îmbrățișează contradicțiile și paradoxurile. Specialistul în religie David Chidester, de la Universitatea Cape Town, privește Biserica ca pe o „ramură a discodrianismului”, iar Kirby o vede ca pe „o copilă a Discordienilor”. Ambele grupuri au fost puternic influențate de scrierile lui Robert Anton Wilson, care este amintit de membrii SubGenius ca "Papa Bob". Kirby afirmă că cele două grupuri au în comun elementele de bricolaj și de absurditate, doar că Biserica SubGenius reproduce într-un mod mai explicit cultura pop.

### Categorisire
Savanții au adesea dificultăți în a defini Biserica SubGenius. Majoritatea criticilor au plasat Biserica în categoria „religii parodie”, care este văzută de obicei ca o descriere peiorativă. Kirby consideră că această clasare este nu tocmai precisă, deoarece ironia este un element fundamental al credinței lor. Alți termeni folosiți pentru a descrie Biserica includ „cult al imitației”, „[cult post-modernă]”, „pseudoreligie satirică”, „religia-parodie sofisticată”, „religie anti-religie", și„ parodie infatuată a dominației cultului". Cu toate acestea, membrii Bisericii au susținut în pemanență că practică o religie. Stang a descris grupul ca „o satiră și o veritabilă religie stupidă” și susține că prin natura sa această religie este mai onestă decât sunt alte religii.
Cusack susține că Bisericii „trebuie să i se acorde cel puțin statutul de echivalent funcțional al religiei, dacă nu chiar statutul de religie „autentică”. Apelând la bruiajul și activismul său cultural împotriva comercializării, Cusack consideră că este „probabil o cale legitimă spre eliberare”.  Kirby consideră că Biserica este o religie care mai degrabă se ascunde sub masca unei parodii: în opinia sa, aceasta reprezintă o manifestare spirituală a unei schimbări de cultură, sub forma ironiei. Alberts consideră că există un întreg acord cu privire la faptul că Biserica este la baza ei o altfel de religie în comparație cu religiile care datează încă din antichitate; pentru a descrie grupul acesta preferă să folosească termenul de „religie falsă”. El consideră Biserica la fel cum consideră și discordianismul, ca făcând parte dintr-un grup de „mișcări populare care arată și se simt ca religie, dar al căror exces aparent, ireverență și arbitrar pare să ironizeze religia”. Cavalerul descrie Biserica ca „ o distrugere postmodernă a religiei și un sistem de sine stătător”.

### Opinii
Kirby susține că Biserica este omoloagă conceptului de hiperrealitate, concept care îi aparține lui Jean Baudrillard, argumentând că „mai degrabă creează, decât să consume, cultura populară în practica spiritualității lor”. Ea prezintă  reconstruirea surselor culturale populare ca un proces creativ explicit", susținând că acesta solicită cititorului să adopte unele dintre opiniile grupului, forțând astfel "individul să reconsidere metodele normative de abordare a conținutului". Ea afirmă că grupul încearcă să „elimine referințele din sensul lor original, fără a-și pierde neapărat statutul de pictograme”.
În plus, Kirby crede că obiectivul Bisericii este de a deconstrui „modurile normative de gândire și de comportament” din cultura americană; consideră că prin a șoca oamenii, Biserica încearcă să combată tiparele de gândire înrădăcinate în cultură. Ea susține că abordarea tradițională a religiei consideră seriozitatea o măsură a devotamentului, abordare pe care ea o vede ca fiind eșuată în societatea contemporană. Ea consideră că ironia este o valoare comună dar care a fost ignorată de majoritatea religiilor. Acceptând calitatea, susține Kirby, Biserica SubGeniului oferă o viziune mai accesibilă asupra lumii decât o fac multe alte grupuri religioase.
Literatul Paul Mann, de la Colegiul Pomona, are o atitudine critică față de Biserica SubGeniului. El observă că Biserica are intenția să prezinte adevărul prin absurd și acest lucru îl deranjează pentru că el consideră că nu s-a examinat suficient conceptul de adevăr în sine. În plus, el consideră că acest grup își compromite încercările de a adopta o perspectivă radicală prin „îmbrățișarea isterică, literală, fantastică” a criticilor.
Scriitorul anarhist Bob Black, un fost membru al SubGenius, a criticat Biserica, susținând că grupul a ajuns să fie acuzat de conformism și de supunere la autoritate. El consideră că, deși inițial a luat parte la satirizarea cultelor, ulterior și-a însușit câteva din aspectele grupului. În 1992, după ce o lovitură de vandalism cu temă SubGeniului a lovit orașul englez Bedford, în ziarul Bedfordshire on Sunday au apărut acuzații despre acest cult.

## Publicații
Cărți
- SubGenius Foundation (1987). Cartea SubGenius. Simon and Schuster. ISBN 978-0-671-63810-8.
- Ivan Stang (1988). High Weirdness by Mail. Simon & Schuster. ISBN 978-0-671-64260-0.
- Ivan Stang (1990). Trei istorii înfiorătoare ale lui "Bob": Scurte povestiri din Miturile SubGenius. Simon & Schuster. ISBN 978-0-671-67190-7.
- Ivan Stang; SubGenius Foundation (1994). Apocalipsa X: Apocryphon "Bob": Numit pentru a fi citit în biserici. Simon & Schuster. ISBN 978-0-671-77006-8.
- Ivan Stang (2006). The SubGenius Psychlopaedia of Slack: The Bobliographon. Running Press. ISBN 978-1-56025-939-8.
- Dr Adam Ireland (2012). Cartea Dada a cenzurii. CreateSpace Independent Publishing Platform. ISBN 978-1-47512-189-6.
- Dr Adam Ireland (2012). Cea de-a doua carte Dada a Subgeniului. CreateSpace Independent Publishing Platform. ISBN 978-1-47512-614-3.
- Dr Adam Ireland (2012). Această carte nu are nimic de a face cu Biserica SubGenius. CreateSpace Independent Publishing Platform. ISBN 978-1-47516-293-6.
- Dr Adam Ireland (2012). Vocile Haosului. CreateSpace Independent Publishing Platform. ISBN 978-1-46117-571-1.
- Dr Adam Ireland (2012). Three fisted Dada: Lawsuit Bait. CreateSpace Independent Publishing Platform. ISBN 978-1-47517-219-5.
- Dr Adam Ireland (2012). Femeia sălbatică din restaurant. CreateSpace Independent Publishing Platform. ISBN 978-1-47516-310-0.
- Dr Fillmore Gone III (2012). Teoria X: Fillmore Quanta-criophon: Intelesuri ascunse și texte astronomice ale Dr. Fillmore Gone. CreateSpace Independent Publishing Platform. ISBN 978-1-47521-612-7.
- Dr Fillmore Gone III (2012). Cartea sub acuității. CreateSpace Independent Publishing Platform. ISBN 978-1-47521-592-2.
- Lvg Yael R Dragwyla KSG (2017). Comorile lui Hades: Din secretoasele grote ale lui Eros și ale lui J.R. „Bob” Dobbs. Independently published. ISBN 978-1-52131-170-7.

Videoclipuri
- (DVD-R) Arise!: the SubGenius Video. SubGenius Moving Pictures. 2006. OCLC 388112825. http://www.rottentomatoes.com/m/arise-the-subgenius-video/.